# آبراهام رابینسون
آبراهام رابینسون (به انگلیسی: Abraham Robinson) (در اصل:Abraham Robinsohn) (زاده ۶ اکتبر ۱۹۱۸ در وائوبژیخ -درگذشته ۱۱ آوریل ۱۹۷۴ در کنتیکت) منطقدان و ریاضیدان آمریکایی بود. او بیش از همه به خاطر نظریه آنالیز نااستاندارد و حساب بینهایت‌هایش نامدار است.

## زندگی
پدر آبراهام پیش از به دنیا آمدنش درگذشت و خانواده که یهودیانی با گرایشهای صهیونیستی بودند در سال ۱۹۳۳ با روی کار آمدن نازیها آلمان را به مقصد فلسطین ترک کرد و رابینسون در سال ۱۹۳۵ تحصیلات ریاضی را در اورشلیم در نزد آبراهام فرنکل آغاز کرد. او دانشجوی خوبی بود و پس از دانش‌آموختگی، توانست بورس تحصیلی برای ادامه تحصیلاتش در سوربن به دست آورد. در سال ۱۹۴۰ در بحبوحه اشغال پاریس به دست آلمان، او توانست با یکی از آخرین قایقهای باقی‌مانده به انگلستان بگریزد و در آنجا به نیروی هوایی فرانسه آزاد پیوست و چون ریاضی می‌دانست در بخش پژوهشی نیروی هوایی شاهنشاهی به کار گرفته شد. در اینجا، او در کنار پژوهشهای آئرودینامیک، به منطق ریاضی دلبسته شد و پس از گرفتن مدرک فوق لیسانس، به تحصیل منطق در دانشگاه اورشلیم و سپس دانشگاه لندن پرداخت و در سال ۱۹۴۹ درجه دکترا را بدست آورد. او در این زمان، کارهای مهمی در نظریه مدلها انجام داد.
در سال ۱۹۵۱ به عنوان پروفسور ریاضیات کاربردی در دانشگاه تورنتو مشغول کار شد و در سال ۱۹۵۷ به عنوان جانشین فرنکل در دانشگاه اورشلیم آغاز به کار کرد. در سال ۱۹۶۲ به درجه استادی ریاضیات و فلسفه در دانشگاه کالیفرنیا، لس‌آنجلس و در سال ۱۹۶۷ تا پایان زندگی به استادی در دانشگاه ییل رسید. در سال ۱۹۷۳ به سرطان پانکراس مبتلا شد و چند ماه پس از آن در پی عمل جراحی درگذشت.

## کارنامه
رابینسون بیش از همه برای نظریه آنالیز نااستاندارد نامبردار است. رابینسون این نظریه را در سال ۱۹۶۱ منتشر کرد و بدینوسیله ایده بینهایت کوچک‌ها را که از زمان لایبنیتس در سده هفدهم محل بحث و جدل بود بر پایه محکمی استوار کرد. رابینسون به خاطر دستاوردهایش در سال ۱۹۷۳ مدال براوئر را دریافت کرد. وی همچنین در سال ۱۹۷۰ به عنوان سخنران مدعو در کنگره جهانی ریاضیدانان در نیس به سخنرانی دربارهٔ نظریه مدلها پرداخت.